# Damien Quigley
Damien Quigley (* 20. September 1987 in Rochdale) ist ein ehemaliger englischer Fußballspieler.

## Karriere
Quigley, der die Tottington High School in Tottington besuchte, gehörte 2002/03 der U-15-Schulauswahl von Bury an, mit der er 2003 die Greater Manchester Schools' League gewann. In der Folge spielte er von 2004 bis 2006 für die Jugendmannschaft des örtlichen Profivereins FC Bury. Bereits im Oktober 2005 kam der Mittelfeldakteur bei einer 1:6-Niederlage im Erstrundenspiel um die Football League Trophy gegen Halifax Town per Einwechslung zu seinem Pflichtspieldebüt im Profiteam. Im November schlossen sich weitere Auftritte im FA Cup (2:2 gegen Scunthorpe United) und in der League Two (3:0 gegen Mansfield Town) an. Kurz zuvor hatte sein bisheriger Jugendtrainer bei Bury, Chris Casper, das Traineramt beim Profiteam übernommen.
Am Saisonende wurden ihm und seinem Mitspieler Aaron Grundy ein Profivertrag für die Saison 2006/07 angeboten. In der Saisonvorbereitung war er unter anderem in einem Freundschaftsspiel gegen den FC United of Manchester als Torschütze erfolgreich, im Saisonverlauf schlossen sich aber keine weiteren Pflichtspielauftritte an. Im Januar 2007 wurde er für die restliche Saison in die Conference North an Hyde United verliehen, wo er neben elf Ligaauftritten auch einen Einsatz im Manchester Premier Cup absolvierte. In der Sommerpause 2007 verließ er den FC Bury, weitere fußballerische Stationen sind nicht dokumentiert.